# Jarogniewa
Jarogniewa – nienotowany w źródłach staropolskich żeński odpowiednik imienia Jarogniew. Znaczenie imienia: "porywcza w gniewie". Patronem tego imienia w Kościele katolickim jest bł. Jarogniew Wojciechowski, którego wspomnienie obchodzimy 12 czerwca. Męski odpowiednik tego imienia to Jarogniew.
Jarogniewa imieniny obchodzi 12 czerwca. 